# Maxim Kuraner
Maxim Kuraner (* 16. Dezember 1901 in Metz, Deutsches Reich; † 26. März 1978 in Neustadt an der Weinstraße) war ein deutscher Politiker (SPD).

## Leben und Wirken
Kuraner besuchte die Oberrealschule und machte eine kaufmännische Lehre, er war als Verlagsangestellter tätig. 1919 wurde er Mitglied des Kommunistischen Jugendverbandes Deutschlands, 1921 ging er dann zur KPD. Dort war er von 1924 bis 1927 Unterbezirkssekretär in Trier, ehe er bis 1933 in der KPD-Zentrale in Berlin arbeitete. 1933 flüchtete Kuraner vor den Nationalsozialisten nach Frankreich, wo er bis 1935 Angestellter des Humanité-Verlages in Paris und Kurier der Auslandsleitung der KPD war. Kuraner nahm von 1936 bis 1939 am Spanischen Bürgerkrieg in den Internationalen Brigaden teil. Unter dem Eindruck des Hitler-Stalin-Pakts verließ er 1939 die KPD. Im Zweiten Weltkrieg wurde er vom Vichy-Regime in Frankreich interniert. 1943/44 war er Mitglied der Résistance.
1946 kehrte er nach Deutschland zurück und trat der SPD bei. Er war Lizenzträger und politischer Redakteur der Zeitung  Die Rheinpfalz. 1947 wurde Kuraner Stadtrat und Fraktionsvorsitzender in Neustadt an der Weinstraße und Bezirkssekretär der SPD. Am 13. Januar 1950 trat er für den verstorbenen Friedrich Schmidt in den Landtag von Rheinland-Pfalz ein, wo er noch bis 1959 Abgeordneter war.